# Liste des évêques de Calvi
Cette liste recense les évêques qui se sont succédé sur le siège du diocèse de Calvi. En 1818, ce dernier est uni aeque principaliter au diocèse de Teano. Ces deux diocèses sont totalement unis en 1986 et le nouveau diocèse prend le nom de diocèse de Teano-Calvi.

## Évêques de Calvi
- Calepodio (mentionné en 307)
- Greciano (mentionné en 359)
- Liberio (? -405)
- Ruffo (? -414)
- Giusto (488-492)
- Valerio (mentionné en 499)
- Aurelio (? -504)
- Aucupio de Sinuessa (? -513)
- Claudio (? -556)
- Leone de Capoue (? -567)
- Podio (mentionné en 721)
- Rodolfo (761-767)
- Silvio (768-797)
- Niceta (798-814)
- Passivo (823-827)
- Ferdinando (829-837)
  - Valentino (838-842), évêque élu
- Andrea (mentionné en 853)
- Giovanni Ier (mentionné en 896)
- Andrea II (mentionné en 966)
- Giacomo (mentionné en 977)
- Alderico (mentionné en 979)
- Pietro da Capoue (1041-1044)
- Falcone (mentionné en 1094)
- Giovanni II (mentionné en 1126)
- Tancredi (mentionné en 1174)
- Anonyme (mentionné en 1182)
- Goffredo (époque incertaine)
- Anonyme (mentionné en 1215 et 1217)
- Giovanni III mentionné en 1221)
- Anonyme (mentionné en 1233 et 1239)
- Edoardo, O.Cist (? -1245)
- Anonyme (mentionné en 1247)
- Palmerio de Capoue (? -1252), nommé évêque de Boiano
- Pietro Ier  (mentionné en 1254)
  - Guido (mentionné comme évêque élu en 1268)
- Gregorio (mentionné comme évêque élu en 1272)
- Isembardo (1265-1271)
- Landolfo (? -1289)
- Roberto (? - 1291)
- Enrico (mentionné en 1301)
- Pietro II (1304-1311)
- Federico (1311 - ?)
- Baliano (mentionné en 1320)
- Giovanni (?)
- Taddeo da Capoue (1330-1332)
- Giovanni de Concivis, O.F.M (1332-1343)
- Stefano, O.Carm (1343-1344)
- Giovanni da Arpino, O.F.M (1344-1348)
- Pietro da Briva, O.F.M (1349-1364)
- Rainaldo da San Benedetto (1364-1372)
- Giovanni da Rocca, O.F.M (1372-1377)
- Roberto Baccari (1377- ?)
- Giovanni (mentionné en 1388)
- Bartolomeo Vanni, O.E.S.A (1395-1402), nommé évêque de Shkodër
- Stefano Goberno, O.F.M (1403-1413)
- Antonio Galluzzi (1413-1415)
- Antonio de Fede, O.Carm (1415-1443)
- Angelo Mazziotta (1441-1452)
- Antonio de Clemente (1472-1495)
- Angelo Marotti (1495- ?)
- Maurilio Giannotti (1495-1505)
- Matteo Orsini (1505-1512)
  - Gabriele Orsini (1512-1519), évêque élu
- Giovanni Antonio Gallo (1519-1543)
- Lorenzo Spada, O.F.M.Conv (1543-1544)
  - Marino Gennari (1544-1544), évêque élu
- Berenguer Gombau (1544-1551)
- Gaspare Ricciulli Del Fosso, O.M (1551-1560), nommé archevêque de Reggio Calabria-Bova
- Giulio Magnani, O.F.M.Conv (1560-1566)
- Paolo Terracino (1566-1575)
- Ascanio Marchesini (1575-1580)
- Scipione Bozzuti (1580-1582), nommé évêque de Lucera
- Fabio Maranta (1582-1619)
- Gregorio Del Bufalo (1619-1623)
- Gennaro Filomarino, C.R (1623-1650)
- Francesco Falcucci (1650-1659)
- Vincenzo Carafa, C.R.L (1661-1679)
- Vincenzo Maria de Silva, O.P (1679-1702)
- Giovanbattista Caracciolo, C.R (1703-1714)
  - Siège vacant (1714-1720)
  - Giovanni Carafa, C.R (1719-1719), évêque élu
- Filippo Positano (1720-1732)
- Gennaro Maria Danza (1733-1740)
- Giuseppe Barone (1741-1742)
- Francesco Agnello Fragianni (1742-1756)
- Giuseppe Maria Capece Zurlo, C.R (1756-1782), nommé archevêque de Naples
  - Siège vacant (1782-1792)
- Andrea de Lucia (1792-1818), nommé évêque de Calvi et Teano

## Évêques de Calvi et Teano
- Andrea de Lucia (1818-1830)
- Giuseppe Pezzella, O.S.A (1830-1833)
- Giuseppe Trama (1834-1837)
  - Siège vacant (1837-1840)
- Nicola Sterlini (1840-1860)
- Bartolomeo d'Avanzo (1860-1884)
- Alfonso Maria Giordano, C.Ss.R (1884-1907)
- Albino Pella (1908-1915), nommé évêque de Casale Monferrato
- Calogero Licata (1916-1924)
- Giuseppe Marcozzi (1926-1940)
- Giacinto Tamburini (1941-1944)
- Vincenzo Bonaventura Medori (1945-1950)
- Giacomo Palombella (1951-1954), nommé archevêque de Matera
- Matteo Guido Sperandeo (1954-1984)
- Felice Cece (1984-1986), nommé évêque de Teano-Calvi

## Évêques de Teano-Calvi
- Felice Cece (1986-1989), nommé archevêque de Sorrente-Castellammare di Stabia
- Francesco Tommasiello (1989-2005)
- Arturo Aiello (2006-2017), nommé évêque d'Avellino
- Giacomo Cirulli (depuis 2017)

## Sources
- « Diocese of Teano-Calvi »